# Hero Brinkman
Hero Brinkman (Almelo, 29 december 1964) is een Nederlands voormalig politieman en voormalig politicus.
Brinkman begon zijn carrière als politieagent. Van 2006 tot 2012 was hij lid van de fractie van de Partij voor de Vrijheid in de Tweede Kamer. Nadat hij uit de PVV-fractie was gestapt, ging hij in de zomer van 2012 door met Democratisch Politiek Keerpunt. Op 20 september dat jaar verliet hij noodgedwongen het parlement, nadat zijn partij bij de landelijke verkiezingen geen zetel behaalde. Hij was oprichter van de OndernemersPartij, die meedeed aan de Tweede Kamerverkiezingen van 2017.

## Opleiding
Brinkman doorliep havo en vwo, behaalde de propedeuse 'rechten' en de hbo-opleiding 'buurtregie'.

## Politie
Voor zijn politieke carrière werkte hij van 1985 tot 1999 als politieagent in Amsterdam. Daarna werd hij buurtregisseur en tot 2006 was hij inspecteur van politie. Brinkman werd als politieambtenaar ingezet bij de Mobiele Eenheid.
In 2016 werd Brinkman door de politie voorwaardelijk ontslagen met een proeftijd van drie jaar wegens ernstig plichtsverzuim. Hij vocht deze beslissing aan en deed aangifte tegen advocaat Bart Swier wegens laster en smaad. In 2018 werd Brinkman door de politie ontslagen. In april 2021 eiste het Openbaar Ministerie een halfjaar cel tegen hem vanwege het lekken van vertrouwelijke informatie aan een journalist van De Telegraaf. Zijn artikelen gingen onder meer over terrorisme. Volgens het OM was Brinkmans boosheid op de politie de kern van zijn motief. Ook zou Brinkman personen hebben nagetrokken voor zijn toenmalige vriendin. Van het eerste werd hij vrijgesproken, voor het tweede veroordeeld. De opgelegde taakstraf hoefde hij vanwege zijn voorlopige hechtenis niet uit te voeren.

## Politiek

### PVV
Bij de Tweede Kamerverkiezingen van 2006 werd hij voor de Partij voor de Vrijheid (PVV) in de Tweede Kamer verkozen, waarop hij bij de politie op onbetaald verlof ging. Hij hield op 31 januari 2007 zijn maidenspeech bij de behandeling van de begroting van het ministerie van Binnenlandse Zaken en Koninkrijksrelaties voor 2007.
Hij werd later door Geert Wilders op nummer 11 op de kandidatenlijst van 2010 gezet en kreeg 18.865 voorkeurstemmen. Van juni 2010 tot augustus 2011 werd Brinkman bij zijn werkzaamheden ondersteund door Ehsan Jami als fractiemedewerker.
Brinkman toonde zich als PVV-fractielid tegenstander van de dubbele nationaliteit, kraken en het Nederlandse gedoogbeleid. Hij verkondigde dat alle coffeeshops het beste gesloten konden worden omdat ze te veel overlast zouden veroorzaken. Daarnaast zei hij de aanpak van criminele jongeren te slap te vinden: hij zou veel zien in de zogenaamde heropvoedingskampen.
Voor de provincie Noord-Holland was Brinkman lijsttrekker tijdens de Provinciale Statenverkiezingen 2011. Brinkman werd gekozen en nam zitting in de Provinciale Staten van Noord-Holland.

#### Conflict met bestuur Antillen
Op 5 december 2007 diende Brinkman een motie in om alle staatsrechtelijke banden van Nederland met de Antillen en Aruba te verbreken. De motie omschreef de bij het Koninkrijk der Nederlanden horende eilanden als "een grotendeels corrupt boevennest". Dit wekte verontwaardiging bij vrijwel alle fractieleiders uit de Staten van de Nederlandse Antillen. Die eisten publieke excuses voor zijn "vernederende en denigrerende" uitlatingen en verklaarden hem tot onwelkom persoon. Brinkman weigerde excuses en zag ook niet af van deelname aan een in januari gepland overleg op Curaçao in het kader van het Parlementair Overleg Koninkrijksrelaties (POK). Op 7 januari 2008 namen de Staten een motie aan waarin Brinkman de toegang tot het parlementsgebouw werd ontzegd. Hij was op dat moment op de Antillen voor het POK. De overige Nederlandse parlementariërs, die allen afstand namen van Brinkmans uitlatingen, wilden niet zonder de PVV'er het overleg ingaan, met als resultaat dat het overleg niet doorging.
In november 2008 wist Brinkman af te dwingen dat hij het eerstvolgende POK in januari 2009 officieel zou gaan bijwonen, hoewel zijn fractie niet aan de beurt was. De regels werden ‘vooralsnog eenmalig’ aangepast. Critici zagen hierin chantage omdat Brinkman had gedreigd op eigen gelegenheid te gaan, en zo een mediaspektakel te veroorzaken, mocht zijn eis tot deelname niet worden ingewilligd.
Het POK werd van 5 tot en met 9 januari 2009 gehouden en ook dit keer werd het door tumult getekend. Brinkman had in een interview met de Amerikaanse tv-zender FOX News Aruba 'corrupt as hell' genoemd en elders noemde hij de minister van Justitie Rudy Croes vanwege diens optreden in de zaak-Holloway een 'leugenaar' en 'lafaard'. Deze bleef weg bij het overleg, tot ongenoegen van de Nederlandse delegatieleider Willibrord van Beek. Ook kwam het bijna tot een handgemeen met de Arubaans chef-protocol Eric Brete. Inhoudelijke thema's sneuvelden door de vele woordenstrijd. De spanningen liepen zo hoog op dat Van Beek uiteindelijk besloot Brinkman uit de delegatie te zetten. PVV-leider Geert Wilders noemde dit besluit 'ondemocratisch'.

#### Roep om democratisering PVV
In mei 2010 maakte Brinkman in een interview met dagblad Sp!ts en later in het praatprogramma Pauw & Witteman kenbaar dat hij zelfstandig campagne wilde voeren voor meer democratie binnen de PVV. Hij riep het PVV-electoraat op om hem hierin te steunen door hem een voorkeurstem te geven. Brinkman kreeg uiteindelijk 18.865 stemmen en daarmee was hij achter Geert Wilders (1.376.938 stemmen) en Fleur Agema (31.486 stemmen) de derde PVV'er. Geert Wilders, partijvoorzitter van de PVV, liet weten "op termijn" wel wat te zien in een partij met leden. Voorts zei hij niet boos te zijn op Brinkman, al had hij het wel "chiquer" gevonden als deze zijn kritiek eerder had geuit. Brinkman lichtte toe dat hij bewust had gewacht tot na de definitieve vaststelling van zijn plaats op de kandidatenlijst.
Na de Tweede Kamerverkiezingen van 2010 en de grote winst van de PVV (van 9 naar 24 zetels) liet Mark Rutte (VVD) zich uit over een eventuele coalitie met de PVV. Rutte deelde aan de koningin mee dat hij wel eerst duidelijkheid wilde over de 'kwestie-Brinkman'. Een coalitie van VVD, PVV en CDA zou een nipte meerderheid van 76 zetels hebben, en Brinkman zou een onzekere factor zijn als hij de PVV-fractie zou verlaten. Fractieleider Geert Wilders gaf later te kennen dat Brinkman in de PVV-fractie bleef, ook als er geen leden zouden komen of een jongerenafdeling.
Op 15 december 2011 riep Brinkman op om een petitie te tekenen voor meer democratie en om de fractie ervan te overtuigen dat de aanhang actiever bij de partij betrokken wil zijn.

#### Column
Hero Brinkman en collega-Kamerlid Harry van Bommel van de SP schreven ieder om de week in de gratis krant Sp!ts een column onder het kopje Haagse Herrie. De column werd begin april 2010 gestopt op initiatief van Brinkman, die daartoe gedwongen werd door zijn fractie. Na een korte periode van afwezigheid werd per 12 mei 2010 de column hervat. Volgens Van Bommel had Brinkman de column hervat om zijn poging de PVV te hervormen tot een traditionele democratische partij te ondersteunen.

#### Jongerenafdeling
In het kader van het pleidooi voor democratisering liet Brinkman op 19 mei 2010 in het programma Knevel & Van den Brink weten dat hij in samenwerking met de tiener Jacky Stevens, een jongerenafdeling van de PVV op wilde richten. In februari 2012 liet deze weten dat op 21 april dat jaar de eerste 'PVV-jongerendag' zou plaatsvinden op initiatief van de PVV in Noord-Holland (waar Brinkman voorzitter van de PVV-Statenfractie was). Onder meer was de bedoeling op deze dag handtekeningen te verzamelen, om aan de Tweede Kamerfractie van de PVV aan te bieden, ter ondersteuning van Brinkmans voorstel om een PVV-jongerenafdeling op te richten.

### Eenmansfractie
Op 20 maart 2012 stapte Brinkman uit de PVV-fractie en ging hij door als eenmansfractie (Lid-Brinkman). Tijdens een persconferentie op 22 maart 2012 kondigde Brinkman, geflankeerd door Ehsan Jami, zijn vertrek uit de PVV aan. Hij vond onder meer dat de PVV te weinig bezig was met de eigen toekomst (bijvoorbeeld door niet zoals hij een jongerenorganisatie te willen). Tevens vond hij dat binnen de PVV alles uitsluitend om Geert Wilders draaide, dat bevolkingsgroepen ten onrechte werden weggezet en dat "ondoordachte" acties niet intern konden worden besproken. Eerder was al een kritische e-mail van Brinkman over het zogeheten Polen-meldpunt uitgelekt. Hij zei dat hij dit in een fractievergadering aan de orde wilde stellen, maar dat Wilders in die vergadering uitstel van dit punt had bedongen, waar alle overige fractieleden onmiddellijk mee instemden. Enkele dagen later vergeleek Brinkman in het tv-programma Brandpunt de PVV met de Stasi vanwege het gesloten karakter.
Het minderheidskabinet VVD-CDA met gedoogsteun van de PVV had door zijn stap, in Kamerzetels vertaald, geen meerderheid meer. Brinkman gaf echter aan niet van plan te zijn het kabinet-Rutte I te laten vallen. Er volgde een Kamerdebat over de vraag wat het opstappen van Hero Brinkman uit de PVV-fractie betekende voor de gedoogcoalitie. Brinkman zei in dat debat dat hij een hekel had aan politieke chantage en nog steeds uitging van een steun van 76 zetels. Leden van de oppositiepartijen trokken dit in twijfel en sommigen suggereerden er beter nieuwe verkiezingen konden worden gehouden. Op 22 maart 2012 besloot Brinkman, samen met drie fractiegenoten, zich eveneens binnen de Provinciale Staten af te splitsen van de PVV en door te gaan onder een nog nader te bepalen naam.
De eerder aangekondigde 'PVV-jongerendag' in april 2012 werd ook afgelast, zo maakte medeorganisator Jacky Stevens twee dagen na Brinkmans vertrek bekend. Op 24 april 2012 maakte Brinkman bekend mee te doen aan de Tweede Kamerverkiezingen 2012 met een eigen lijst. In het televisieprogramma Pauw en Witteman zei hij dat zijn partij de Onafhankelijke Burger Partij zou gaan heten.

### Democratisch Politiek Keerpunt
Op 19 juni 2012 maakte Hero Brinkman bekend dat hij een nieuwe partij ging oprichten, het Democratisch Politiek Keerpunt (DPK). De partij is een fusie van zijn Onafhankelijke Burger Partij en Trots op Nederland, opgericht door Rita Verdonk. Volgens Brinkman heeft de DPK 'een zeer krachtig geluid van rechts'. Het DPK kondigde al snel aan mee te doen aan de Tweede Kamerverkiezingen van september 2012. Op 15 augustus dat jaar presenteerde Brinkman het economisch 'masterplan' van zijn partij. Hierin waren onder meer een tweejarig ontslagverbod voor bedrijven en overheidsinstellingen en een opsplitsing van de eurozone in een noordelijk en een zuidelijk deel opgenomen. De partij behaalde bij de parlementsverkiezingen in september 2012 0,1% van de stemmen; geen zetel. Daardoor verliet Brinkman de Tweede Kamer op 20 september 2012.
Van september 2013 werkte hij weer bij de Amsterdamse politie tot hij in 2018 werd ontslagen.

### OndernemersPartij

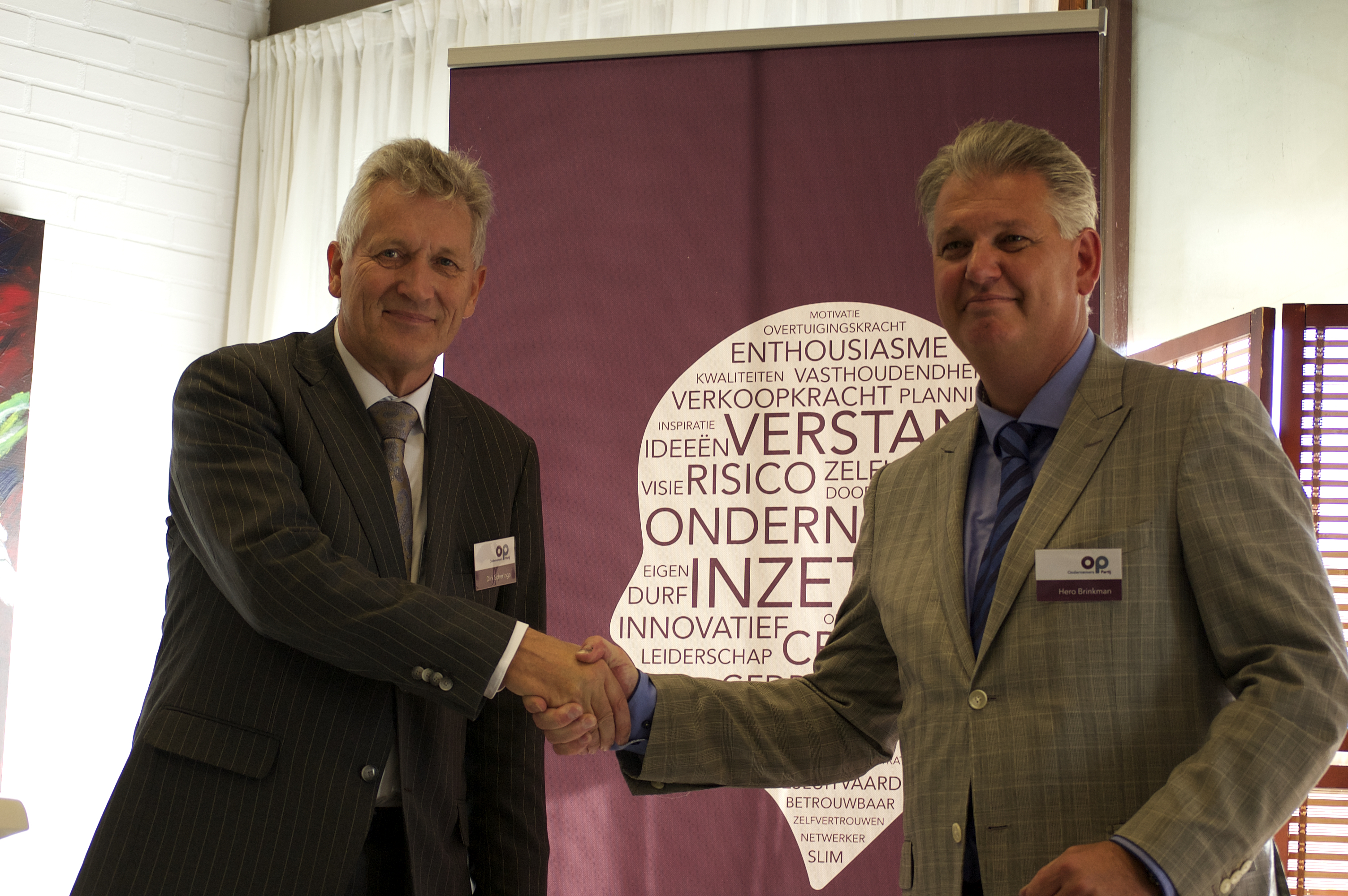
Brinkman en Dirk Scheringa van de OndernemersPartij (OP).

In april 2015 deed Brinkman een tweede poging met zijn OndernemersPartij, waarmee hij de eerstvolgende Tweede Kamerverkiezingen in wilde gaan. Op 22 september 2015 maakte Dirk Scheringa bekend terug te keren in de politiek namens de partij van Brinkman. Op 24 maart 2016 maakte de partij echter bekend Scheringa als lid te hebben geroyeerd wegens het niet betalen van contributie en het ontbreken van enige inhoudelijke bijdrage. Nadat de partij geen enkele zetel haalde bij de Tweede Kamerverkiezingen van 2017 werd deze in 2019 weer opgeheven.
In 2022 was Brinkman in de race voor een plaats op de lijst van de partij Groep de Mos/Hart voor Den Haag bij de gemeenteraadsverkiezingen in Den Haag. Na onmin met partijleider Richard de Mos gebeurde dit toch niet.

## Na ontslag politie
- In november 2018 begon Brinkman met zijn echtgenote een barbecuerestaurant in Den Haag,[31] dat hij ruim een jaar later, in februari 2020, weer verkocht.
- Op 6 april 2019 presenteerde hij de eerste aflevering van een radioprogramma op GoudaFM, getiteld In de regio met Hero.
- Anno 2022 zette Brinkman zich in voor de positie van arbeidsmigranten uit Midden- en Oost-Europa met de stichting Samen Voor Solidariteit.[32]
- Tevens was Brinkman soms panellid in het tv-programma Het Kamergesprek, waarin parlementaire debatten worden uitgelegd.[33]